# 乌海东站
乌海东站，原名乌海站、海勃湾站，位于中华人民共和国内蒙古自治区乌海市海勃湾区新华大街，建于1957年，为中国铁路呼和浩特局集团乌海车务段管辖的一个二等客货运站。途径的线路有包兰铁路、东乌铁路、海公铁路。

## 历史
1958年10月1日，包兰铁路建成通车，在当时的伊克昭盟桌子山矿区（1961年改为海勃湾市）所设的海勃湾站就是现时乌海站的前身，当时的站房只是用木架在铁路西侧的沙地上搭建的简易帐篷。次年，海勃湾站增建了面积不足200平方米的站房，但仍在铁路西侧。1961年，海勃湾站仅有站线4股半。
1968年，海勃湾市针对当地的煤炭事业开发而在原站址东侧（铁路东侧）扩建新站，但修修停停，直至1971年才完工，当时的新站房占地面积700多平方米。1976年1月10日，乌达市与海勃湾市合并为乌海市，但海勃湾站并未同时更名。1984年12月14日，呼和浩特铁路局将海勃湾站更名为乌海站，同时更名的还有新地站和乌达站。
乌海站改造工程于1991年7月1日启动，新站房1992年12月28日建成并投入使用，站房总面积5870平方米，取代旧有的苏式站房。
因包银高铁建设需要，自2024年6月1日起，乌海站正式更名为乌海东站，车站地址不变，原站名计划用于位于海勃湾区林荫街道金裕社区附近的新建车站。

## 旅客列车目的地
截至2025年4月，有20班旅客列车在乌海东站办理客运业务。
| 列车所属路局   | 目的地                                                                |
| -------------- | --------------------------------------------------------------------- |
| 北京局集团     | 天津                                                                  |
| 呼和浩特局集团 | 包头、包头东、呼和浩特、呼和浩特东、 成都西、乌海西、银川、兰州、西宁 |
| 兰州局集团     | 嘉峪关                                                                |
| 沈阳局集团     | 沈阳                                                                  |
| 西安局集团     | 乌海西、宝鸡                                                          |

## 车站交通
车站旁是火车站公交站，是1路、5路、8路、9路、19路、40路、41路、42路公交车的起始站，车站广场南侧是乌海市长途汽车站